# 粗刻猿金花蟲
粗刻猿金花蟲（学名：Parascela cribrata）为金花蟲科粗刻猿金花蟲屬下的一个种。